# Пам'ятки Хмільника
У Хмільнику під охороною держави перебувають 7 пам'ятки архітектури і містобудування, 2 пам'ятки монументального мистецтва і 9 пам'яток історії і 1 - археології.

## Пам'ятки архітектури і містобудування
| Національного значення | Національного значення   | Національного значення | Національного значення | Національного значення | Національного значення                                |
| ---------------------- | ------------------------ | ---------------------- | ---------------------- | ---------------------- | ----------------------------------------------------- |
|                        | Садиба :                 | 16-п.20 ст.            | вул. Шевченка,1        | 994/0                  | Постанова Ради Міністрів УРСР від 06.09.1979 р. № 442 |
| 1                      | Палац                    | 1916 р.                | вул. Шевченка, 1       | 994/1                  | -ІІ-                                                  |
| 2                      | Башта замку              | 16 ст.                 | вул. Шевченка,1        | 994/2                  | -ІІ-                                                  |
| 3                      | Міст                     | 1915 р.                | вул. Шевченка,1        | 994/3                  | -ІІ-                                                  |
| 4                      | Костел                   | 1603-1728 рр.          | вул. Шевченка,7        | 995                    | -ІІ-                                                  |
| Місцевого значення     |                          |                        |                        |                        |                                                       |
| 5                      | Церква Св.Трійці         | 1872 р.                | вул. М. Вербицького, 2 | 299-М                  | Розпорядження ОДА № 78 від 19.02.96 р                 |
| 6                      | Будинок земського лікаря | 19-20 ст.              | вул. Шевченка, 35      | 300-М                  | -ІІ-                                                  |
| 7                      | Церква Св.Вознесіння     | 1801 р.                | вул. Шевченка, 36      | 298-М                  | -ІІ-                                                  |

## Пам'ятки монументального мистецтва
| № п/п | Охоронний № | Найменування пам'ятки      | Адреса                                         | Дата (епоха)  | Дата відкриття або виявлення | Автори (дослід.)        | Матеріал            | Основні розміри          | Рішення про взяття під охорону |
| ----- | ----------- | -------------------------- | ---------------------------------------------- | ------------- | ---------------------------- | ----------------------- | ------------------- | ------------------------ | ------------------------------ |
| 1.    | 1065        | Пам'ятник Б. Хмельницькому | м. Хмільник, Хмільницька м/р, вул. 1 Травня    | 1595-1657 рр. | 1966 р.                      | Київський художній фонд | залізобетон, граніт | ск. 2,5 м, пост. 2х1х1 м | №313 10.06.1971 р.             |
| 2.    | 42          | Пам'ятник Т. Г. Шевченку   | м. Хмільник, Хмільницька м/р, проспект Свободи | 1814-1861 рр. | 1991 р.                      | місцеві майстри         | кована мідь,граніт  | ск. 3 м, пост. 2,7 м     | №148 16.07.1992 р.             |

## Пам'ятки історії
| № п/п | Охоронний № | Найменування пам'ятки                                                             | Адреса                                              | Дата (епоха) | Дата відкриття або виявлення | Автори                              | Матеріал                       | Основні розміри                      | Рішення про взяття під охорону |
| ----- | ----------- | --------------------------------------------------------------------------------- | --------------------------------------------------- | ------------ | ---------------------------- | ----------------------------------- | ------------------------------ | ------------------------------------ | ------------------------------ |
| 1.    | 1040        | Братська могила 242 воїнів Радянської Армії, загиблих при звільненні міста        | м. Хмільник, Хмільницька м/р, на кладовищі          | 1944 р.      | 1953 р.                      | Київський худ. фонд                 | ск. з/б, пост. цегла           | ск. 2,3 м. п.1,4х1х1 м               | №313 10.06.1971 р.             |
| 2.    | 426         | Братська могила 8 во-їнів Радянської Армії, загиблих при звільненні міста         | м. Хмільник, Хмільницька м/р, вул. Монастирська     | -//-         | 1958 р.                      | Житомир. худ. фонд                  | ск. гіпс, пост. цегла          | ск. 3,0 м, п.1,2 х 1 х 1,3 м         | №219 9.06.1977 р.              |
| 3.    | 1039        | Братська могила 105 воїнів Радянської Армії, загиблих при звільненні міста        | м. Хмільник. Хмільницька м/р, вул. Небесної Сотні   | 1944 р.      | 1954 р.                      | Київський худ. фонд                 | об. мармур пост.граніт         | об.3,0 х 0,6 х 0,6 м п.0,7х0,6х0,6 м | №313 10.06.1971 р.             |
| 4.    | 1037        | Братська могила 15 воїнів Радянської Армії, загиблих при звільненні міста         | м. Хмільник, Хмільницька м/р, вул. Привокзальна     | 1944 р.      | 1952 р.                      | Київський худ. фонд                 | ск. з/б, пост. цегла           | ск. 2,0 м п.1х1х1,4м                 | №313 10.06.1971 р.             |
| 5.    | 1043        | Пам'ятник воїнам 71 та 276 стрілецьким дивізіям 18 армії 1-го Українського фронту | м. Хмільник, Хмільницька м/р, вул. Столярчука.      | 1941-45 рр.  | 1967 р.                      | Київський худ. фонд                 | об. граніт,ск. з/б пост.граніт | об. 8 м, ск. 4 м п.0,8х1,7х7 м       | №313 10.06.1971 р.             |
| 6.    | 1038        | Пам'ятник воїнам - визволителям                                                   | м. Хмільник, Хмільницька м/р, вул. Столярчука       | 1944 р.      | 1967 р.                      | місцеві майстри                     | об.граніт пост. граніт         | об. 7 м п.0,6х4х2м                   | №313 10.06.1971 р.             |
| 7.    | 261         | Пам'ятник вчителям, загиблим в роки громадянської війни                           | м. Хмільник, Хмільницька м/р, територія лісгоспзагу | 1920 р.      | 1975 р.                      | місцеві майстри                     | граніт                         | об.0,4 м,п.1 м                       | №75 20.02.1985 р.              |
| 8.    | 204         | Пам'ятник 2164 воїнам – односельчанам, загиблим на фронтах ВВВ                    | м. Хмільник, Хмільницька м/р, біля поштамту         | 1941-45 рр.  | 1985 р.                      | арх. Канєвський ск. Чепель, м. Київ | граніт                         | 4 стели 2,5х2х6 м                    | №228 22.05.1986 р.             |
| 9.    | 43          | Братська могила 14 червоних козаків                                               | м. Хмільник, Хмільницька м/р, вул. Літописна        | 1919 р.      | 1970 р.                      | місцеві майстри                     | граніт                         | 3,5 м                                | №113 13.05.1988 р.             |

## Пам'ятки археології
| № п/п | Охоронний № | Найменування пам'ятки | Адреса      | Дата (епоха) | Дата відкриття або виявлення | Автори (дослід.) | Рішення про взяття під охорону |
| ----- | ----------- | --------------------- | ----------- | ------------ | ---------------------------- | ---------------- | ------------------------------ |
| 1.    |             | Курган                | м. Хмільник |              | 2010 р.                      | Потупчик М. В.   | щойно виявлена                 |

## Джерело
- Пам'ятки Вінницької області